# Балмошная (станция)
Балмошная — железнодорожная станция Пермского региона Свердловской железной дороги, находящаяся в Мотовилихинском районе города Перми, административном центре Пермского края.

## История
22 ноября 2016 года на станции «Балмошная» загорелись два законсервированных пассажирских вагона. Для борьбы с огнем потребовалось 57 человек личного состава и 15 единиц пожарной техники. Пожар был потушен в 16:00 того же дня. В результате пожара жертв не было.

## Описание
Находится в 12.6 км от железнодорожной станции Пермь II.

## Коммерческие операции (параграфы)
- 10Н	Прием и выдача грузов в универсальных контейнерах массой брутто 24 (30) и 30 т на подъездных путях.
- 3	Прием и выдача грузов повагонными и мелкими отправками, загружаемых целыми вагонами, только на подъездных путях и местах необщего пользования.
- 8Н	Прием и выдача грузов в универсальных контейнерах массой брутто 20 и 24 т на подъездных путях.
- О	Посадка и высадка пассажиров на (из) поезда пригородного и местного сообщения. Прием и выдача багажа не производятся.